# Oxylides faunus
Oxylides faunus е вид пеперуда от семейство Синевки (Lycaenidae). Видът не е застрашен от изчезване.

## Разпространение
Разпространен е в Гана, Гвинея, Гвинея-Бисау, Камерун, Кот д'Ивоар, Либерия, Нигерия, Сиера Леоне и Того.